# Straduny
Straduny (niem. Stradaunen) – stara wieś mazurska w Polsce położona w województwie warmińsko-mazurskim, w powiecie ełckim, w gminie Ełk. W latach 1818–1975 w powiecie ełckim. Do 1954 roku miejscowość była siedzibą gminy Straduny. W latach 1975–1998 miejscowość administracyjnie należała do województwa suwalskiego. Po reformie administracyjnej w 1998 r. ponownie w powiecie ełckim.

## Geografia
Miejscowość jest malowniczo położona nad rzeką Ełk i Jeziorem Straduńskim. Wieś leży między miastami Ełk (7 km na południe od Stradun) i Olecko (20 km na północ).

## Historia
Osada powstała w roku 1486 wraz z budową na skarpie rzeki Ełk murowanego dworu krzyżackiego mającego być może formę niewielkiego zamku. Wzmianki pisane wspominają, że w 1513 roku na zamku urzędował burgrabia. Po wyodrębnieniu się w 1513 roku samodzielnego komornictwa straduńskiego w Straduniu wykształcił się ośrodek gospodarki dominalnej oraz administracji. Straduny były ówcześnie siedzibą komornictwa (odpowiednika dzisiejszego powiatu). Po upadku Zakonu krzyżackiego w 1525 r., na zamku siedzibę miał starosta straduński. Po 1560 r. gdy powstało Olecko, Straduny zaczęły tracić na znaczeniu, a sam zamek zaczął podupadać. Wkrótce do powiększającego się Olecka przeniesiono siedzibę starosty. Starostwo w Straduniu zlikwidowano w 1616 roku.
W latach 1731–1737 pastorem był Jerzy Wasiański (1692–1741) – przetłumaczył na język polski Nowo wydany Kancjonał Pruski (1741), do którego dołączył inne pieśni, w tym psalmy Jana Kochanowskiego. Był to najpopularniejszy kancjonał mazurski od XVIII do początków XX w. Do 1926 r. miał 72 wydania w nakładzie do 50 tys. egzemplarzy każdy.
W 1900 r. w Stradunach mieszkało 599 osób, natomiast w obszarze dworskim (Gutsbezirk Stradaunen) 193 osoby. Po likwidacji obszaru dworskiego liczba mieszkańców wsi w 1933 r. wynosiła 773 osoby, a w 1939 wzrosła do 901.
W okresie II wojny światowej wieś nie była miejscem bezpośrednich działań wojennych. Dzięki temu Straduny zachowały do dziś pierwotną architekturę i układ ulic. Jednakże wycofująca się armia niemiecka zniszczyła mosty nad rzeką Ełk oraz plebanię, gdyż wcześniej znajdował się tu lokalny punkt dowodzenia.
Obecni mieszkańcy wsi to w większości potomkowie osadników polskich przybyłych do wsi po zakończeniu II wojny światowej. Przed 1944 r. wieś liczyła ok. 800 mieszkańców. Większość ludności opuściła Straduny w 1944 roku w obawie przed represjami ze strony zbliżającej się Armii Czerwonej.

## Zabytki

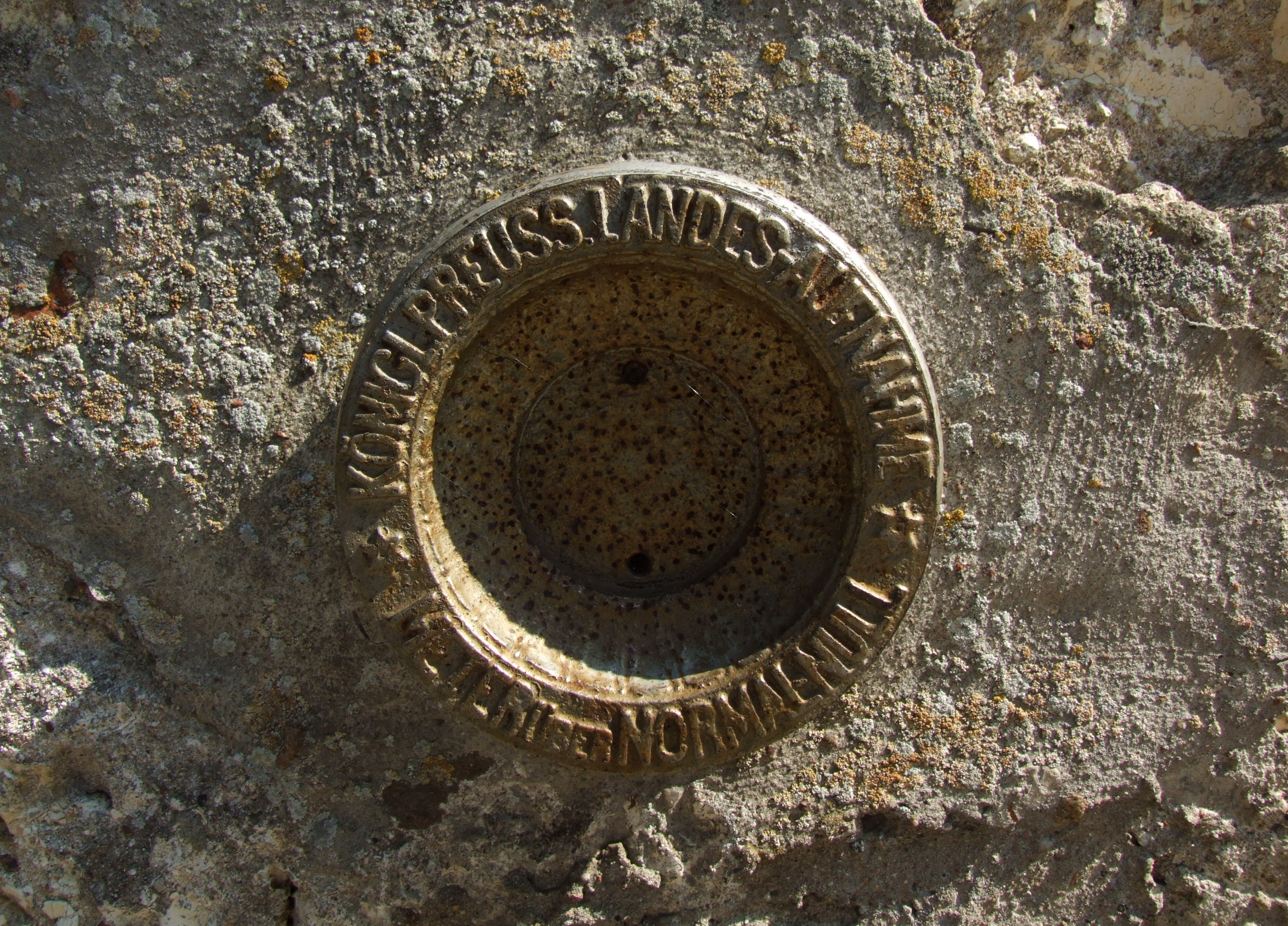
Królewsko-pruski reper na ścianie kościoła

- Kościół Matki Bożej Królowej Polski – wybudowany w latach 1736–1738, o barokowym wystroju. Kościół stoi na miejscu wcześniejszego kościoła drewnianego. Prawdopodobnie kościół był częścią kompleksu zamkowego zbudowanego w tym miejscu przez Krzyżaków w XV w. Wewnątrz kościoła znajdują się: barokowy prospekt z zabytkowymi organami z połowy XVIII wieku[6], płyty nagrobne miejscowych rodów szlacheckich z XVI i XVII wieku oraz obraz Ukrzyżowanie wykazujący wpływy szkoły Albrechta Dürera. Pierwotnie kościół był świątynią katolicką. Po sekularyzacji zakonu krzyżackiego stał się świątynią protestancką. Po II wojnie światowej kościół został zamieniony na rzymskokatolicki (od 1946 r.). Po wojnie pierwszym proboszczem parafii był ks. Józef Kącki. Parafia w Stradunach prowadzona jest przez zakon księży kanoników regularnych laterańskich. Początkowo kościół pw. św. Leonarda, obecnie Matki Boskiej Królowej Polski. Na ścianie kościoła znajduje się reper, pochodzący z okresu Królestwa Prus. Obok park z początku XIX w.
- Młyn wodny malowniczo położony nad sztucznym spiętrzeniem rzeki Ełk przy ulicy Nadrzecznej.
- Neoklasycystyczny dwór z początku XIX w. ze skrajnymi ryzalitami i facjatką, w otoczeniu park i staw[7].
- Zabudowania folwarku z przełomu XVIII i XIX w.[6], położonego nad rzeką przy ulicy Nadrzecznej oraz pozostałości parku krajobrazowego.
- Dawny budynek szkoły polskiej (XIX w.[6]) położony przy ulicy Kajki.
- Pozostałości 3 cmentarzy położonych na początku i końcu wsi przy trasie Ełk – Olecko.
- Zamczysko nad brzegiem rzeki Ełk. Murowany dwór na planie prostokąta zbudowano w tym miejscu w 1486 roku. Zabudowania otaczała rzeka i fosy. Prowadziła do niego grobla. Do 1616 roku mieścił się tam ośrodek administracyjny powiatu straduńskiego. Badania archeologiczne na terenie zamczyska przeprowadzono w 2023 roku.